# منتزه خليج كمبرلاند الحكومي
منتزه خليج كمبرلاند الحكومي تبلغ مساحته 350 فدان (1.5 كـم2) منتزه حكومي يقع في بلدة بلاتسبرغ لـ مقاطعة كلينتون، نيويورك. يقع المنتزه في شبه جزيرة كمبرلاند هيد على الشاطئ الغربي تابع لبحيرة شامبلين.

## وصف المنتزه
يقدم منتزه خليج كمبرلاند الحكومي 2,700 قدم (820 م) شاطئ رملي وطاولات نزهة وملعبًا للأطفال وملاعب رياضية. يستضيف المنتزه أيضًا مخيمًا به 152 موقعًا للخيام والمقطورات، 18 تشمل منها وصلات كهربائية. المخيم مفتوح من بداية مايو حتى أكتوبر.
يعد المنتزه موقعًا شهيرًا لصيد الأسماك على الجليد خلال أشهر الشتاء.

## روابط خارجية
- New York State Parks: Cumberland Bay State Park